# William Oakes
Pour les articles homonymes, voir Oakes.
 (octobre 2017).
Si vous disposez d'ouvrages ou d'articles de référence ou si vous connaissez des sites web de qualité traitant du thème abordé ici, merci de compléter l'article en donnant les références utiles à sa vérifiabilité et en les liant à la section « Notes et références ».
William Oakes est un botaniste et mycologue américain, né le 1er juillet 1799 et mort le 31 juillet 1848.

## Biographie
Il entre à Harvard en 1816 et commence à s’intéresser à l’histoire naturelle sous la direction de William Dandridge Peck (1763-1822). Après avoir obtenu son diplôme en 1820, Oakes étudie le droit durant trois ans. En 1824, il s’installe à Ipswich dans le Massachusetts et commence à exercer. Quelques années plus tard, il abandonne le droit pour se consacrer à l’étude de l’histoire naturelle, notamment la faune et la flore de la Nouvelle-Angleterre. En 1842, on lui demande de faire une étude de la flore des montagnes Blanches et il consacre alors toute son énergie à ce projet.
Le 31 juillet 1848, il tombe d’un ferry faisant la liaison entre Boston et East Boston et se noie.
Le champignon Aleurodiscus oakesii (en) a été nommé d'après lui par Miles Joseph Berkeley et Moses Ashley Curtis et Potamogeton oakesianus (potamot d'Oakes) porte également son nom, ainsi que Oenothera oakesiana et Oakesia conradii, qui a ensuite été renommé en Corema conradii.